# ダン・ノートン
ダン・ノートン（Dan Norton、1988年3月22日 - ）は、イングランドの元ラグビー選手。

## プロフィール
- イングランド・グロスター出身[1]。
- ポジションはウィング(WTB)、フルバック(FB)。
- 身長 182cm、体重 85kg
- 7人制イングランド代表に選ばれたことがある[2]。
- リオ五輪の7人制イギリス代表に選ばれ銀メダル獲得[3]。

## 略歴
グロスター、モーズリー、ブリストルを経て、2011年、ハートプリー大学RFCに加入。 
2020年、ロンドン・アイリッシュに加入。
2022年、現役を引退した。